# Siphoniulus neotropicus
Siphoniulus neotropicus är en mångfotingart som beskrevs av Hoffman 1979. Siphoniulus neotropicus ingår i släktet Siphoniulus och familjen Siphoniulidae. Inga underarter finns listade i Catalogue of Life.